# Selbelang
Selbelang ist ein Ortsteil der Gemeinde Paulinenaue im Landkreis Havelland in Brandenburg. Zum Ortsteil gehören die Gemeindeteile Bienenfarm, Kamerun und Lindholzfarm.

## Geografie

### Nachbarorte
- Retzow
- Pessin
- Paulinenaue
- Ribbeck – Ortsteil der Stadt Nauen
- Groß Behnitz und Klein Behnitz

### Lage
Der Ort liegt bei den geographischen Koordinaten 52° 38′ N, 12° 43′ O in einer Höhe von 34 m ü. NHN. Es umfasst eine Fläche von 17,68 km² und hat bei 326 Einwohnern (Stand: 31. Dezember 2002) eine Bevölkerungsdichte von 18,4 Einwohnern/km².

### Individualverkehr
Der Ortrand grenzt unmittelbar an die B 5 zwischen Nauen und Friesack, eine Ortshinweistafel weist auf den angrenzenden Ort hin. Selbelang liegt an der Bundesstraße 5, die Hamburg mit Berlin verbindet. Die Entfernung nach Hamburg beträgt 250 km, bis zum Berliner Bezirk Spandau beträgt sie 40 km.

### Öffentlicher Personennah- und Fernverkehr
Selbelang ist im Rahmen des ÖPNV durch die HVG-Buslinien 661 und 669 mit Nauen und Friesack, durch die HVG-Buslinie 670 mit Premnitz und Nauen und der HVG-Buslinie 680 mit der Kreisstadt Rathenow und Nauen verbunden.

### Infrastruktur
Selbelang hat die Postleitzahl (PLZ) 14641 und die Telefonvorwahl 033237.

## Geschichte

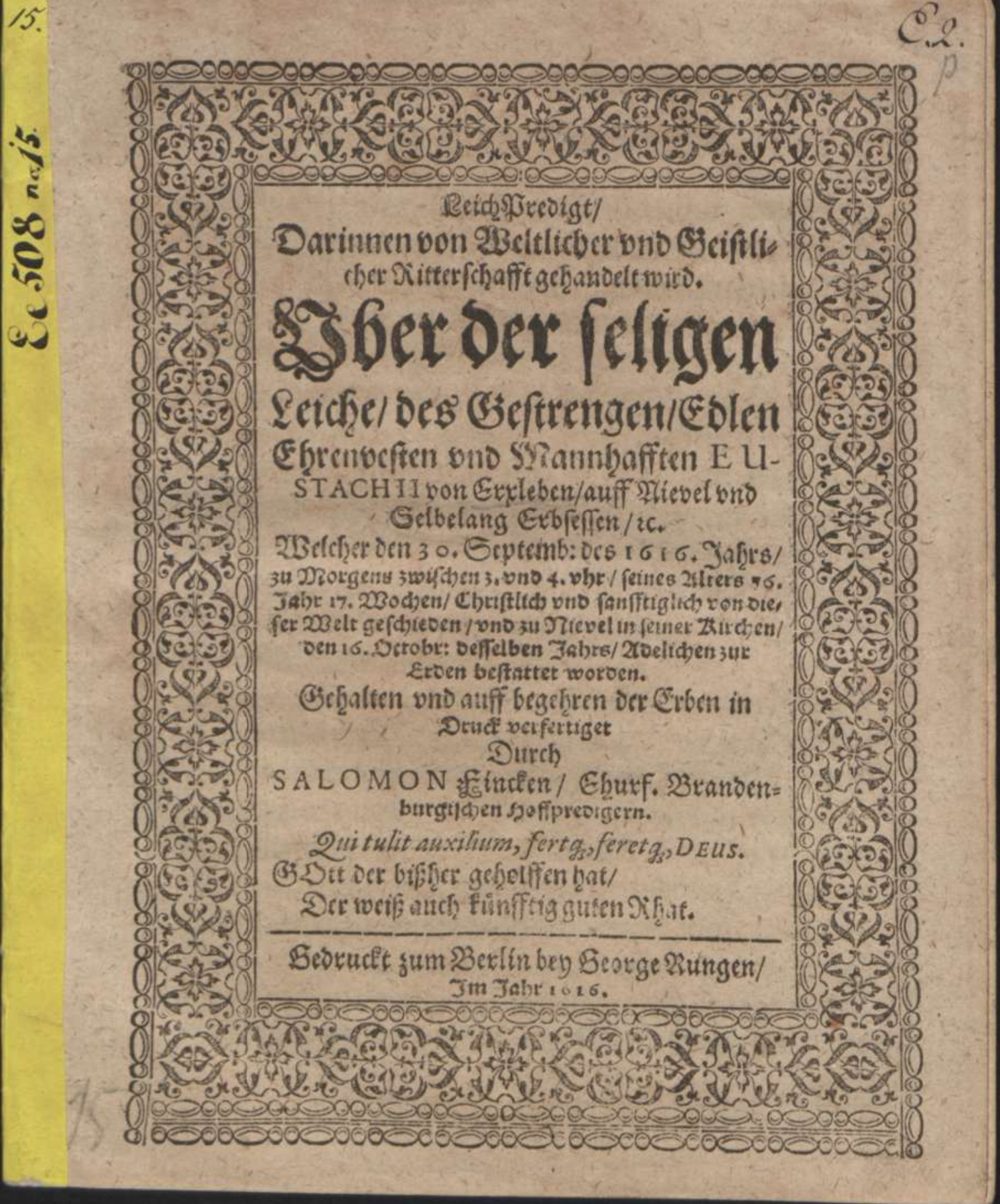
Deckblatt Leichenpredigt für Eustachii von Erxleben aus Selbelang vom 30. September 1616.

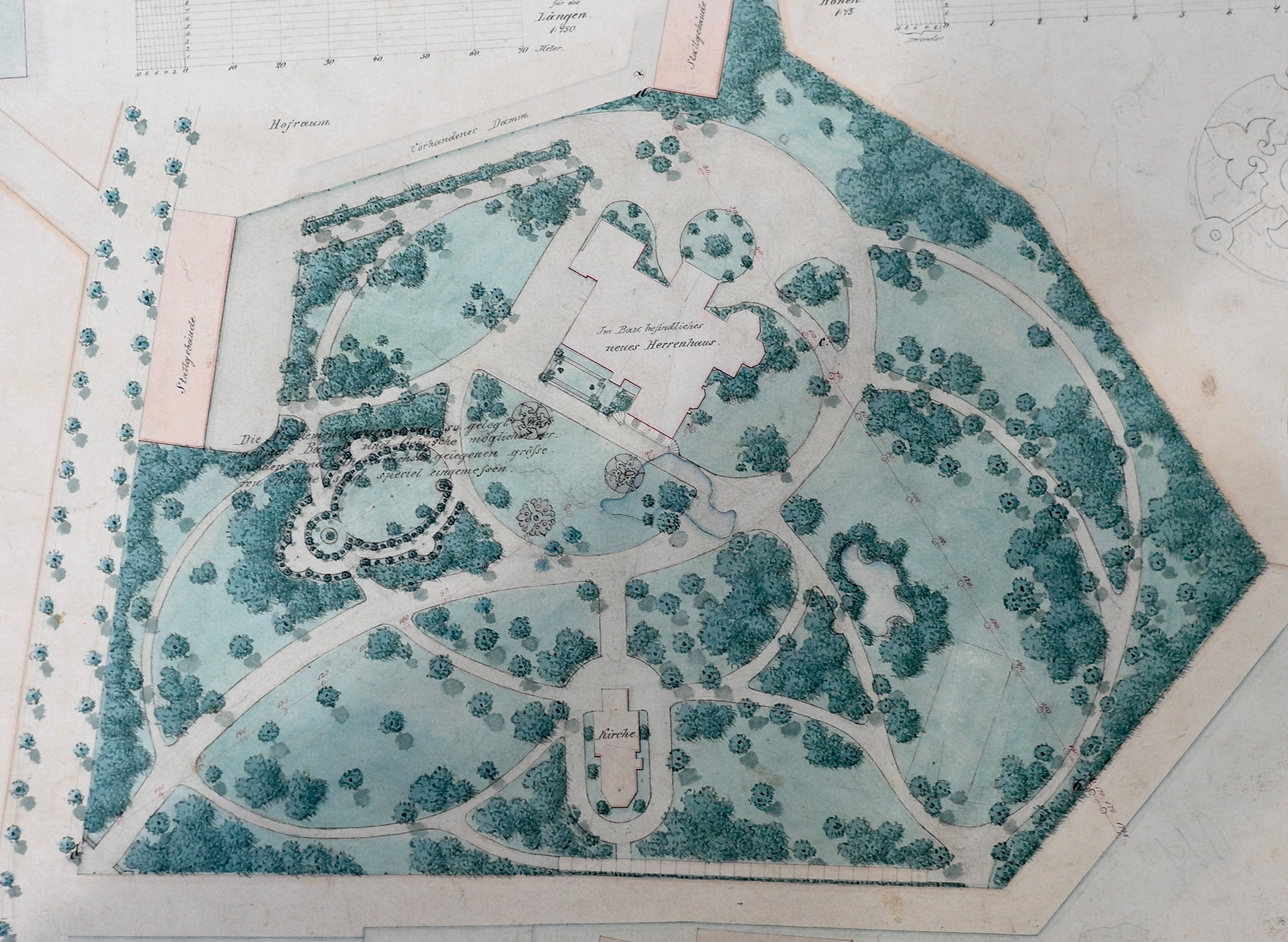
Situationsplan Schlosspark Selbelang 1873.

### Namensbildung und erste Besiedlungen
Die ersten urkundlichen Erwähnungen des Ortes stammen von 1269 als Selewelanc von 1335 als Suluelanc und von 1375 als Selvelank. Für die Herkunft des Ortsnamens gibt es mehrere Theorien:
- Bei der ersten leitet sich der Name vom polabischen Zelvi lag ab, was Schildkrötensumpf bedeutet.[3][6] In der Region kamen bis ins 19. Jahrhundert Europäische Sumpfschildkröten vor.[7]
- Eine weitere Theorie geht ebenfalls von einem slawischen Ursprung aus. So soll die Silbe Selbe von soli (Salz) und lang von lanka (Lache, Lanken, längere Einbuchtungen eines Flusses) abgeleitet sein. Auch mit Bäumen bewachsene Sumpfstrecken werden Lanken genannt. Somit kann der Ortsname auch für Salzlanke oder Salzsumpf stehen.[5]

Die erste nachweisbare schriftliche Erwähnung von Selbelang stammt aus dem Jahre 1269. Von der bei Moritz W. Heffter 1840 erwähnten Urkunde (Copiar. antiq. p. 35 sq.) gibt es im Domstiftsarchiv Brandenburg zwei verschiedene Ausführungen, wobei nur in der zweiten Ausführung (U. 653) die Pfarre des Dorfes Retzow (Rizzowe) und ihre Filiale Pessin und Selbelang (Selewelanc) erwähnt sind. Die erste Urkunde vom 17. Februar 1269 ohne die Erwähnung der Filialkirchen ist im Codex diplomaticus Brandenburgensis – Teil 1, Band 8. zu finden.
Andere Werke gehen aufgrund der fehlenden Nennung im Codex diplomaticus Brandenburgensis von einer ersten urkundlichen Erwähnung des Ortes im Jahre 1335 als Suluelanc aus.
1375 besaß der Ort zwei Gutshöfe und wurde Selvelank und Selvelanck genannt. Der Ort verfügte über eine Fläche von 32 Hufen. Davon gehörten fünf der Familie von Erxleben, drei Nickel und Eggehart von Bardeleben, zwei der Kirche und die restlichen einer unbekannten Zahl von Bauern. Zeitweise waren auch die Familien von Stechow, von Hake und von Rochow auf Anteilen ansässig, die 1787 an die Erxleben kamen, ebenso wie 1833 der Bardeleben’sche Anteil.
In der Barockzeit war Eustachii von Erxleben († 1616) Besitzer des Gutes Selbelang. Nachfolgend ist ein Andreas von Erxleben dokumentiert, ein Jahrhundert folgend der königlich preußische Landrat Otto Siegmund von Erxleben auf Selbelang.

### 1840–1949
Otto Ludwig Leopold von Erxleben kaufte 1840/41 mit 6000 Talern das Rittergut Selbelang vom Johanniterordensritter von Somnitz. Im Jahr 1883/84 überreichte er dem Märkisches Museum  eines in Selbelang gefundene verziertes Bronze Haftel.

### Rittergut im 19. und 20. Jahrhundert
Im 1879 erstmals amtlich publizierten Generaladressbuch der Rittergutsbesitzer für Preußen und die Provinz Brandenburg benannte man für das Rittergut Selbelang 1407 ha Fläche. Das Gut war zu diesem Zeitpunkt faktisch ein eigenständiger Ort. 1905 verfügte der Ort über eine Fläche von 180,2 Hektar, auf der 31 Männer und 27 Frauen lebten. 1924 wurde der Selbelanger Ortsteil Paulinenaue selbständige Gemeinde. Von 1928 bis 1945 war das Dorf und das Gut Selbelang gemeinsam mit den Orten Bienenfarm, Lindholzfarm und Kamerun ein Teil von Retzow. Kurz vor der großen Wirtschaftskrise 1929 umfasste das Rittergut mit Retzow I, III und IV noch 1306 ha. Selbelang war ein Fideikommiss, ein unteilbares Gut mit einer vorgezeichneten Erblinie.

### DDR-Zeit

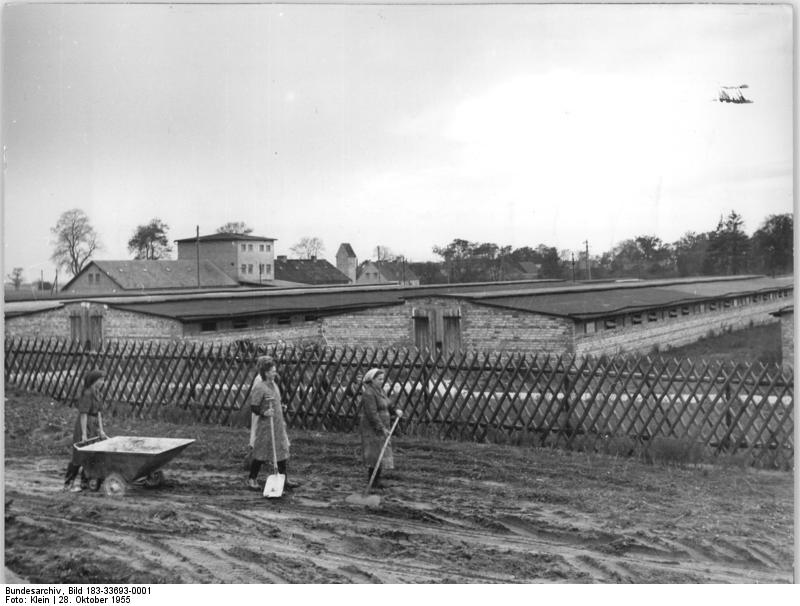
Blick auf die neuen Schweineställe 1955.

Am 15. Oktober 1950 wurde Selbelang wieder eine selbständige Gemeinde.
Im Jahr 1955 erhielt das Volkseigenes Gut Selbelang neue Schweineställe für 3000 Tiere und neue Futteraufbereitungshäuser. Eine eingebaute große Schrotanlage, erleichterte die Futterzubereitung. Das Bauprojekt gehörte zu dem von der Regierung geführten Bauprogramm für die Landwirtschaft.
1963 wurde VEG Selbelang zum Lehr- und Versuchsgut Paulinenaue/ Selbelang der AdL vereinigt.
Ein Mehrfruchttrockenwerk unter Leitung von Josef Pohl wurde im Juli 1972 an der B 5 in Betrieb genommen. Die Anlage konnte stündlich 3–4 t Stroh-Konzentrat-Pellets mit unterschiedlichen Anteilen rezepturgetreu produzieren. Sehr schnell wurde das Verfahren der Strohpelletierung produktionswirksam, und ab 1976 wurden etwa ein Drittel des Getreidestrohs in der DDR zu Strohpellets verarbeitet.

### Bundesrepublik Deutschland (seit 1990)

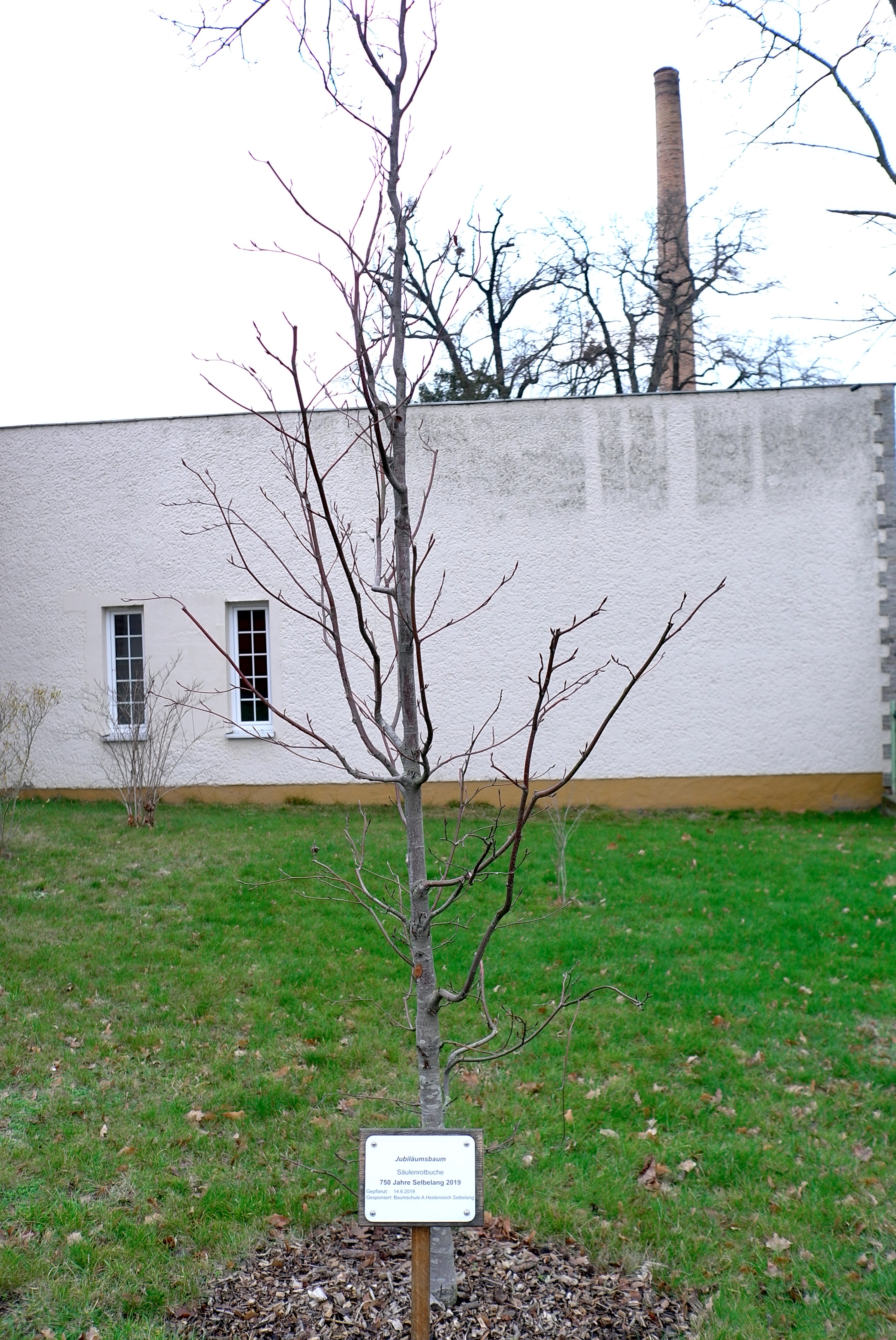
Jubiläumsbaum 750 Jahre Selbelang

Mit Wirkung vom 26. Oktober 2003 wurde es im Zuge der Gemeindegebietsreform ein Ortsteil von Paulinenaue, Beschlüsse des Verfassungsgerichts des Landes Brandenburg hatten nur eine aufschiebende Wirkung.
Das Berufsausbildungszentrum Altenpflegeschule Selbelang wurde 2019 geschlossen und in Nauen neu eröffnet.
Am 14. Juni 2019 wurde das 750-jährige Jubiläum des Ortes mit einem großen historisierenden Umzug gefeiert.

#### Ortsvorsteher
Der ehrenamtliche Ortsvorsteher und Abgeordneter der Gemeindevertretung Paulinenaue ist seit der Kommunalwahl am 28. September 2008 Erich Ball (für Selbelang).

## Sehenswürdigkeiten

### Gutshaus

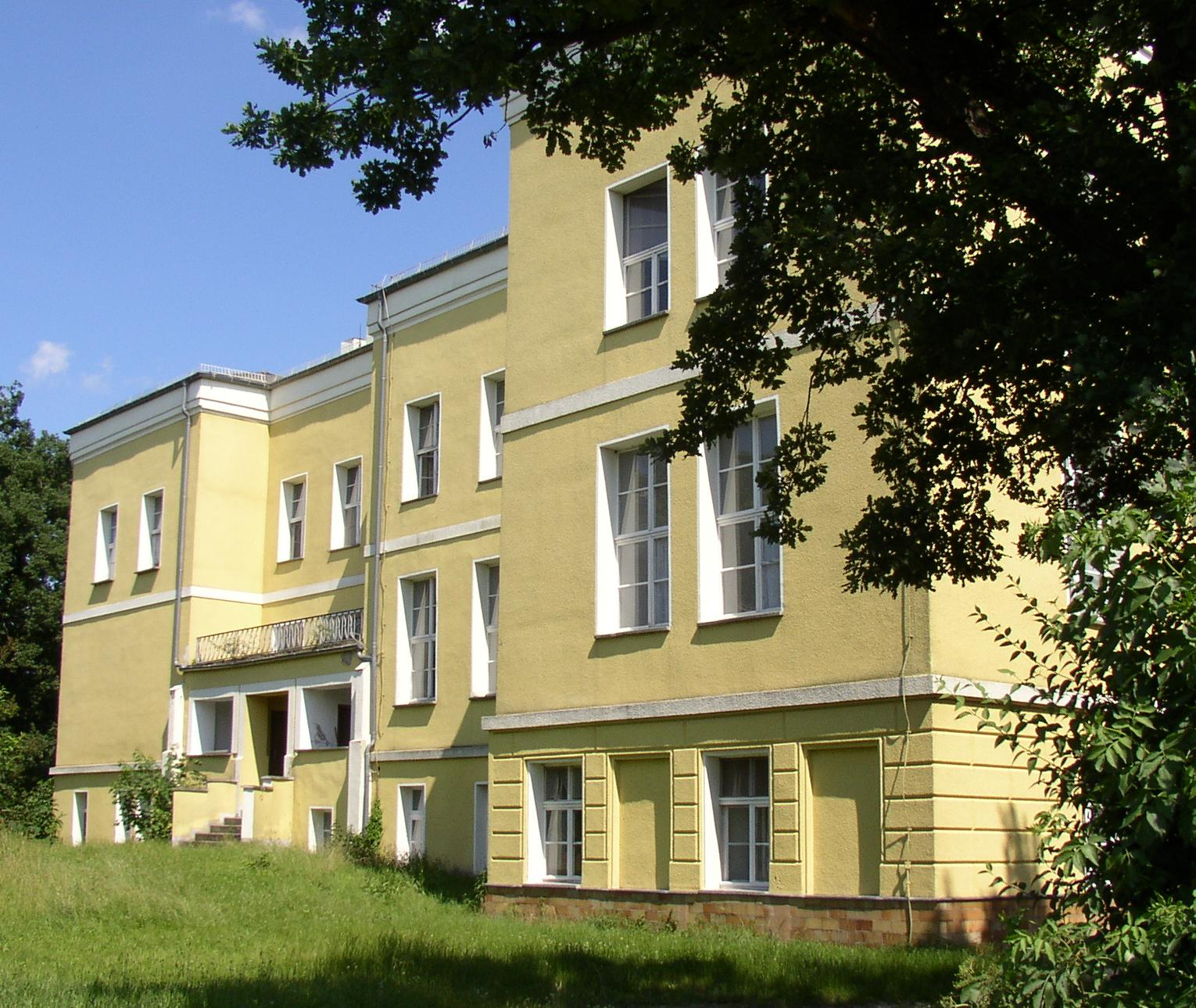
Gutshaus aus der zweiten Hälfte des 19. Jahrhunderts.

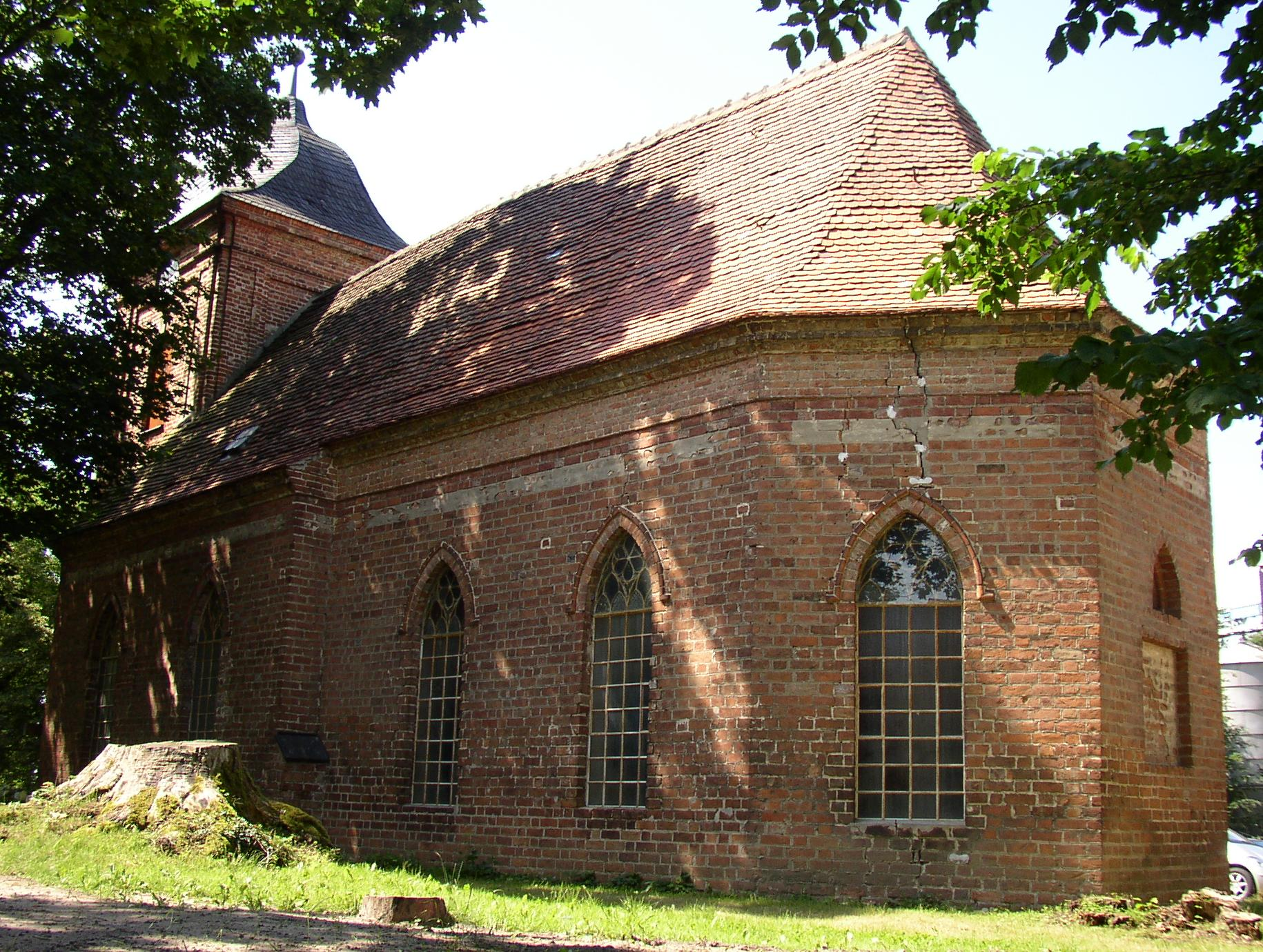
Kirche St. Nikolai aus der zweiten Hälfte des 15. Jahrhunderts.

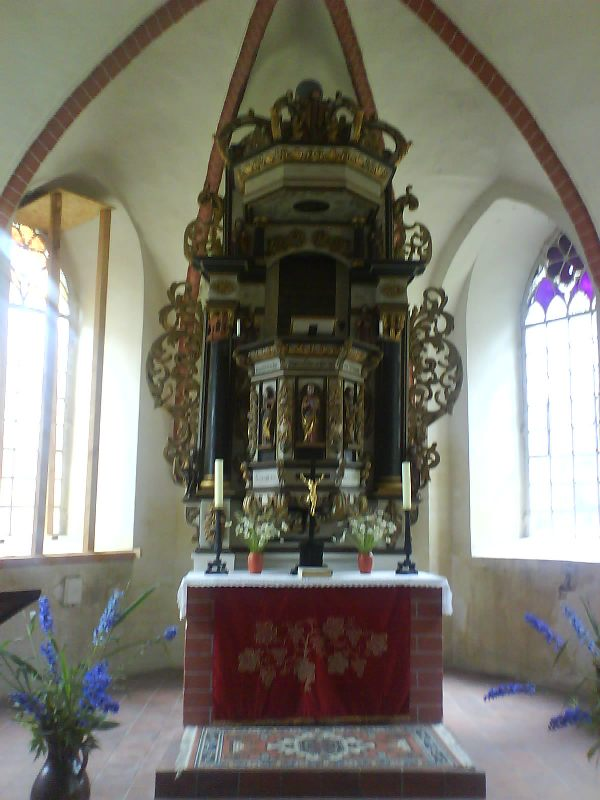
Portikusaltar aus dem Jahr 1718.

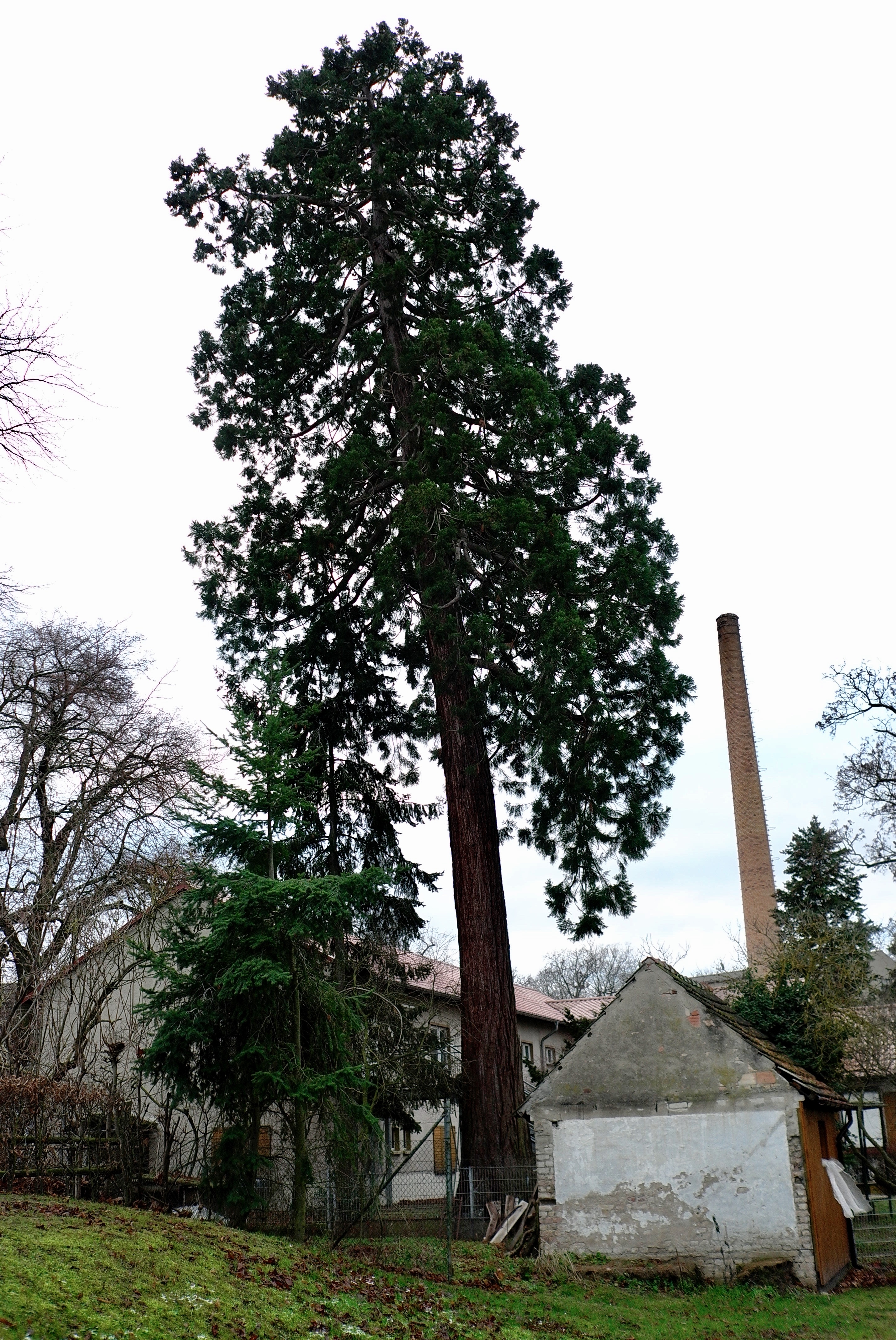
Mammutbaum in der ehemaligen Parkanlage aus dem 19. Jahrhundert.

Otto Friedrich Ehrenreich von Erxleben (1817–1892) ließ auf Grundmauern des Vorgängerbaus aus dem 16. Jahrhundert. das Gutshaus errichten.
In der Vorhalle befand sich ein Plafondgemälde von Paul Schobelt mit dem Titel „Flora mit den Genien des Frühlings“. Die Nachfahren standen wirtschaftlich in guten Umständen, so dass der Eintrag im Jahrbuch der Millionäre des Königreiches Preußen nicht näher bestimmt wird, aber auch nicht überbewertet werden kann.
Otto von Erxleben war der letzte männliche Besitzer des Gutes sowie der letzte genealogische Vertreter seiner Familie, verheiratet mit Edelgard von Werder (1879–1945). Das Ehepaar hatte zwei Töchter, darunter Margarete von Erxleben, verheiratet mit Werner von Wulffen (1901–1946). Die zweite Tochter Cora (1905–1945) war mit Wichard von Alvensleben-Wittenmoor (1902–1982) liiert. Familie von Erxleben-Selbelang wohnte ab 1939 nordwestlich des Gutsparks in einem Wohnhaus. Das Schloss diente in den letzten Kriegstagen als Lazarett und ab 1946 wurden Wohnungen eingerichtet für Umsiedler sogenannte Sudetendeutsche aus dem Sudetenland. Werner von Wulffen starb 1946 in russischer Kriegsgefangenschaft. Seine Schwiegermutter Edelgard von Werder beging nach Einmarsch der sowjetischen Truppen 1945 Suizid. In den 60er Jahren gab es 5 Wohnungen in dem Gebäude sowie die Verwaltung der landwirtschaftlichen Betriebe der KAP Selbelang. 1996 kaufte das Gutshaus eine Vermögensberatungsgesellschaft und wurde bis 1999 saniert.

### Kirche
Die Kirche St. Nikolai ist aus der zweiten Hälfte des 15. Jahrhunderts und ein spätgotischer Backsteinbau. Der Kirchturm wurde 1749 errichtet. Die Kirche wurde in den Jahren 2005 bis 2013 mit Hilfe des „Fördervereins Dorfkirche Selbelang e. V.“ saniert.
Der Portikusaltar in der Kirche ist aus dem Jahr 1718, daran sind Schnitzfiguren aus dem 15. Jahrhundert befestigt.

### Mammutbäume
Zwei Mammutbäume befinden sich im Ort Selbelang. Einer in der ehemaligen Parkanlage aus dem 19. Jahrhundert. Ein weiterer Mammutbaum befindet sich hinter der alten Brennerei. Beide Bäume sind seit 7. Februar 1990 eingetragene Naturdenkmäler. Wie die beiden Bäume nach Selbelang gekommen sind und wer sie eingepflanzt hat, ist nicht überliefert.

### Meilensteine
Zwei Preußische Viertelmeilensteine aus dem frühen 19. Jahrhundert befinden sich im Ort und zeigen die Richtungen an. Ein Viertelmeilenstein steht direkt an der B 5 und zeigt nach Groß-Behnitz. Ein weiterer Viertelmeilenstein befindet sich nördlich an der B 5, vor dem Verkaufsgebäude der Futtermittel GmbH Selbelang und zeigt die Richtungen nach Pessin und Retzow. Beide Richtungsweiser stehen unter Denkmalschutz.

## Einwohnerentwicklung
Entwicklung der Einwohnerzahl:
| Jahr | Einwohner |
| ---- | --------- |
| 1875 | 346       |
| 1910 | 324       |
| 1964 | 458       |
| 1989 | 346       |
| 1991 | 348       |
| 1998 | 326       |
| 2001 | 315       |
| 2002 | 326       |

## Töchter und Söhne des Ortes
- Otto von Erxleben (1788–1856), Domherr von Brandenburg, Kurator der Ritterakademie, Offizier und Gutsbesitzer
- Gottliebe Wilhelmine Karoline Elisabeth (Betty) von Erxleben-Selbelang (1857–1918), Ehefrau des Offiziers Boto von Oldenburg-Beisleiden, Sohn des Botho von Oldenburg. Elard von Oldenburg-Januschau war ihr Schwager.

### Ort
- Codex diplomaticus Brandenburgensis, 1, 8.: Geschichte der geistlichen Stiftungen, der adlichen Familien, so wie der Städte und Burgen der Mark Brandenburg,  Hrsg. Adolph Friedrich Riedel, F. H. Morin, Berlin 1847, S. 168 f. Digitalisat

### Gut
- Gothaisches Genealogisches Taschenbuch der Adeligen Häuser 1939, A (Uradel), Jg. 38, GGT. Zugleich Adelsmatrikel der Deutschen Adelsgenossenschaft, Justus Perthes, Gotha 1938, S. 132.
- Walter von Hueck, Friedrich Wilhelm Euler: Genealogisches Handbuch der Adeligen Häuser A (Uradel), Band XII, Band 55 der Gesamtreihe GHdA, Hrsg. Deutsche Adelsverbände, C. A. Starke, Limburg an der Lahn 1973. S. 127 f. ISSN 0435-2408
- Gottfried Graf Finck von Finckenstein, Christoph Franke: Genealogisches Handbuch der Adeligen Häuser A (Uradel), Band XXIX, Band 142 der Gesamtreihe GHdA, Hrsg. Stiftung Deutsches Adelsarchiv e. V., C. A. Starke, Limburg an der Lahn 2007; S. 101. ISSN 0435-2408 ISBN 978-3-7980-0842-7.